# Resolució 1853 del Consell de Seguretat de les Nacions Unides
La Resolució 1853 del Consell de Seguretat de les Nacions Unides fou adoptada per unanimitat el 19 de desembre de 2008. A petició del Regne Unit, i recordant les resolucions 1519 i 1844, el Consell autoritza el restabliment del Grup de Seguiment que vigilava l'embargament d'armes a Somàlia durant un any i afegeix un cinquè expert per fer front a les tasques addicionals que assigna al mandat ampliat.
En virtut del Capítol VII de la Carta de les Nacions Unides, el Grup de Seguiment tindrà mandat per realitzar les següents funcions: 
- Investigar totes les activitats financeres, marítimes i altres, que generin ingressos que s'utilitzin per cometre infraccions a l'embargament d'armes.
- Investigar qualsevol mitjà de transport, rutes, ports marítims, aeroports i altres instal·lacions utilitzades relacionades amb aquestes violacions.
- Redactar i actualitzar informació sobre la llista d'individus i entitats violadors de l'embargament
- Identificar àrees on es podrien enfortir les capacitats dels estats de la regió per facilitar la implementació de l'embargament d'armes.